# VSTM2L
VSTM2L (англ. V-set and transmembrane domain containing 2 like) – білок, який кодується однойменним геном, розташованим у людей на довгому плечі 20-ї хромосоми. Довжина поліпептидного ланцюга білка становить 204 амінокислот, а молекулярна маса — 22 349.
| 10         |  | 20         |  | 30         |  | 40         |  | 50         |
| ---------- |  | ---------- |  | ---------- |  | ---------- |  | ---------- |
| MGAPLAVALG |  | ALHYLALFLQ |  | LGGATRPAGH |  | APWDNHVSGH |  | ALFTETPHDM |
| TARTGEDVEM |  | ACSFRGSGSP |  | SYSLEIQWWY |  | VRSHRDWTDK |  | QAWASNQLKA |
| SQQEDAGKEA |  | TKISVVKVVG |  | SNISHKLRLS |  | RVKPTDEGTY |  | ECRVIDFSDG |
| KARHHKVKAY |  | LRVQPGENSV |  | LHLPEAPPAA |  | PAPPPPKPGK |  | ELRKRSVDQE |
| ACSL       |  |            |  |            |  |            |  |            |

A: Аланін

C: Цистеїн

D: Аспарагінова кислота

E: Глутамінова кислота

F: Фенілаланін

G: Гліцин

H: Гістидин

I: Ізолейцин

K: Лізин

L: Лейцин

M: Метіонін

N: Аспарагін

P: Пролін

Q: Глутамін

R: Аргінін

S: Серин

T: Треонін

V: Валін

W: Триптофан

Задіяний у такому біологічному процесі, як альтернативний сплайсинг. 